# Amir Weintraub
Amir Weintraub (* 16. September 1986 in Rechovot) ist ein ehemaliger israelischer Tennisspieler.

## Karriere
Amir Weintraub war hauptsächlich auf der ITF Future Tour und der ATP Challenger Tour aktiv und gewann auf dieser drei Titel im Doppel. Auf der niedriger dotierten Future Tour gewann er 18 Einzel- und 13 Doppeltitel. Bei Grand-Slam-Turnieren überstand er nur 2013 bei den Australian Open die Qualifikation. In der Auftaktrunde besiegte er Guido Pella in drei Sätzen, ehe er in der zweiten Runde gegen Philipp Kohlschreiber in drei Sätzen unterlag. Bei vier Turnieren der ATP Tour, an denen er teilnahm, schaffte er nicht den Einzug in die zweite Runde.
Von 2011 bis 2016 spielte er für die israelische Davis-Cup-Mannschaft, wo er eine Bilanz von 10:6 vorweist. Nach der Qualifikation 2020 bei den Australian Open spielte er kein Turnier mehr.

## Erfolge
| Legende (Anzahl der Siege)                       |
| Grand Slam                                       |
| Tennis Masters Cup ATP World Tour Finals         |
| ATP Masters Series ATP World Tour Masters 1000   |
| ATP International Series Gold ATP World Tour 500 |
| ATP International Series ATP World Tour 250      |
| ATP Challenger Tour ATP Challenger Series (3)    |

### Doppel

#### Turniersiege
| Nr. | Datum            | Turnier  | Belag     | Partner        | Finalgegner                   | Ergebnis         |
| --- | ---------------- | -------- | --------- | -------------- | ----------------------------- | ---------------- |
| 1.  | 20. Juli 2008    | Aptos    | Hartplatz | Noam Okun      | Todd Widom Michael Yani       | 6:2, 6:1         |
| 2.  | 4. März 2012     | Singapur | Hartplatz | Kamil Čapkovič | Hsieh Cheng-peng Lee Hsin-han | 6:4, 6:4         |
| 3.  | 25. Oktober 2015 | Ningbo   | Hartplatz | Dudi Sela      | Nikola Mektić Franko Škugor   | 6:3, 3:6, [10:6] |